# Catharsius achates
Catharsius achates là một loài bọ cánh cứng trong họ Bọ hung (Scarabaeidae).